# Жерар Філіп
Жера́р Філі́п (фр. Gérard Philipe; 4 грудня 1922 — 25 листопада 1959) — французький актор театру і кіно. Виконавець ролей романтичних героїв більш ніж у 30 фільмах. Театральний режисер і постановник, режисер фільму «Пригоди Тіля Уленшпігеля».

## Біографія
Народився Жерар у Каннах. Його батько Марсель Філіп був адвокатом, управляючим готелю, а також був членом фашистської ліги Залізного Хреста, брав участь у русі колабораціоністів. Після війни Марселю Філіпу французький суд виніс вирок — смертна кара, але йому допоміг утекти до Іспанії його син Жерар.
Жерар Філіп залишився з матір'ю — Міну Філіп. Спочатку він навчався у Юридичному інституті, але повсякчас мріяв про сцену. Його мати допомогла пройти прослуховування у Моріса Клоша й репетиторство у Марка Аллегре. Ще до закінчення війни Жерар зіграв у спектаклях «Проста доросла дівчина», «Молода дівчина знала…». Наступна роль Янгола у спектаклі Жана Жироду «Содом й Гоморра» у 1943 році принесла Філіпу театральну славу. Водночас Жерар Філіп не тільки поліпшив свою акторську майстерність, він також навчався основ продюсування, закінчив консерваторію у класі Жоржа Ле Руа.

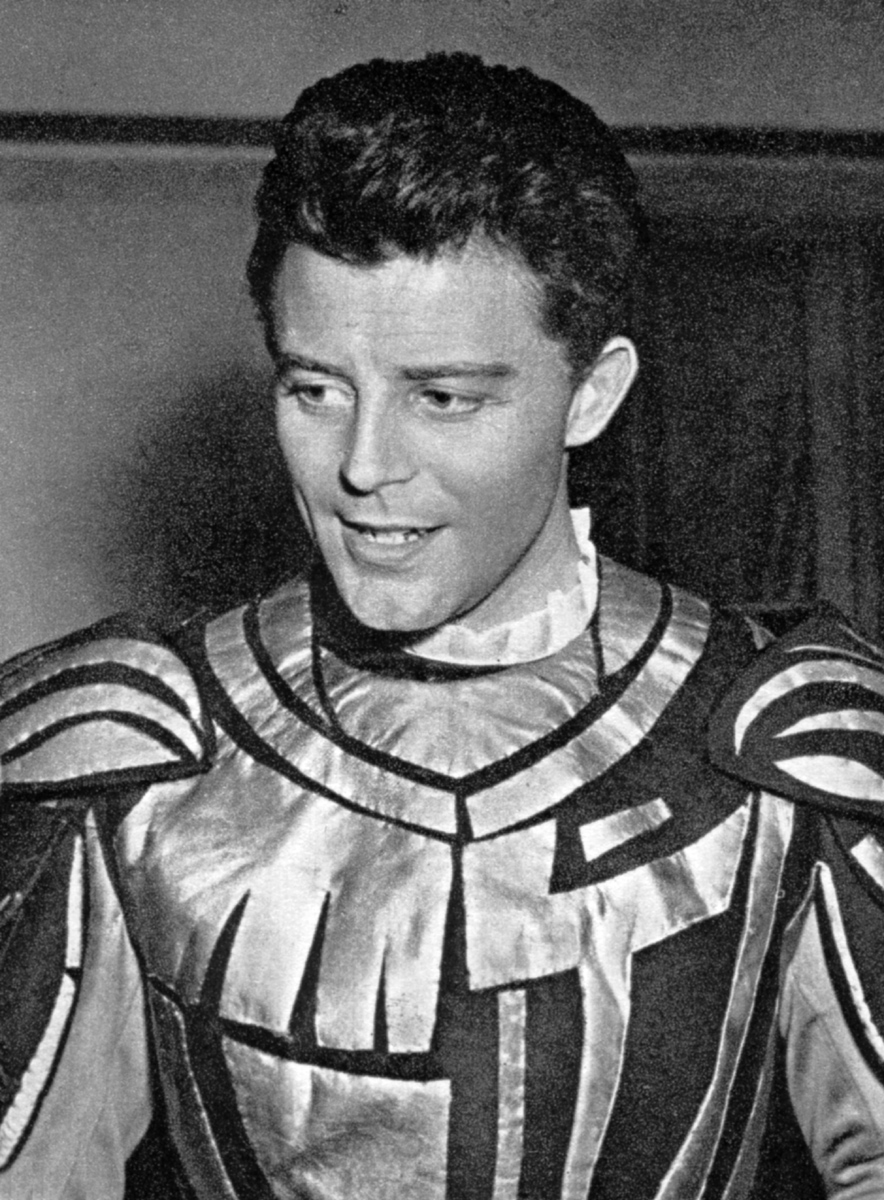
Жерар Філіп, 1954

Перша невеличка роль Жерара у кіно відбулася у 1943 році («Крихітки з вулиці квітів»). Проте тоді на Філіпа як кіноактора ніхто не звернув уваги. Але вже з 1946 року Жерар Філіп все більше грав у кінофільмах, став відомим та популярним кіноактором.
Водночас Філіп грав головну роль у режисера Жака Еберто у спектаклі «Калігула» (за п'єсою А. Камю). Ця роль стала вершиною театральної кар'єри Філіпа. У 1947 році Жерар Філіп перейшов до Національного народного театру, який організував Жан Вілар. Тут він багато грав у спектаклях. Але при всьому його не зачепила зіркова хвороба.
Разом із театральною славою до Філіпа прийшла й кінематографічна — після фільму «Диявол у тілі» (1947 рік). До 1952 року Жерар Філіп знявся в 13 фільмах. Однією з найкращих ролей, яку зіграв Жерар Філіп, була роль Мефістофеля у кінострічці «Краса диявола» у 1950 році. Але найбільшу славу Філіп здобув роллю Фанфана-Тюльпана. Ще більш слави принесла йому картина «Червоне і чорне» (1954 рік) за мотивами однойменного роману Стендаля.
29 листопада 1951 року Філіп одружився з Ніколь Фуркад. З нею він познайомився у 1947 році, коли вона була одружена й мала сина. Але Жерар почав постійно надсилати їй листи з проханнями покинути чоловіка. Нарешті Фуркад здалася. На прохання Філіпа вона навіть змінила ім'я з Ніколь на Анн.
Того ж часу Жерар Філіп продовжував зніматися у багатьох фільмах — «Монпарнас 19», «Гравець», «Лихоманка шириться в Ель-Пасо» та інших. На початку листопада 1959 року з підозрою на абсцес печінки Філіп потрапив до лікарні. Тут йому поставили діагноз — рак печінки. 25 листопада 1959 року Жерар Філіп помер у Парижі.

## Вшанування пам'яті

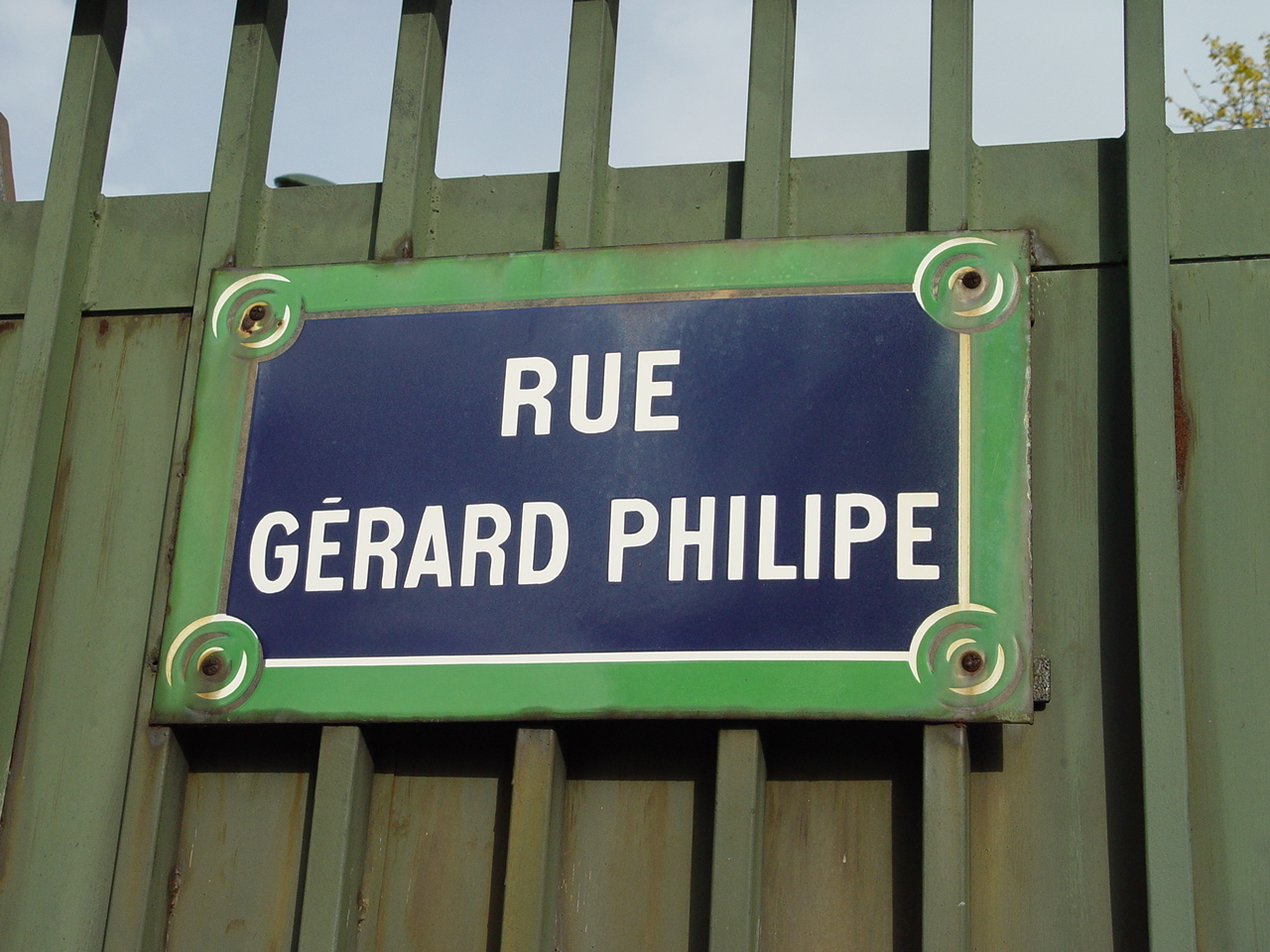
Табличка з назвою вулиці Жерара Філіпа в Парижі

- Вулиця Жерара Філіпа у місті Париж.

## Спектаклі
- Содом і Гоморра. 1943 рік.
- Калігула. 1945 рік.
- Сід (грав 199 разів)
- Принц Гамбурзький (грав 120 разів)
- Капризи Маріани.
- Річард II
- Руй Блас.
- Лорензаччо.
- Матінка Кураж

Усього Жерар Філіп узяв участь у 650 спектаклях.

## Фільмографія
- 1943 — Крихітки з вулиці квітів
- 1944 — Країна без зірок
- 1947 — Диявол у тілі / Le diable au corps — Франсуа Жобер
- 1947 — Пармська обитель / La Chartreuse de Parme — Фабриціо дель Донго
- 1950 — Краса диявола
- 1950 — Карусель / La Ronde — граф
- 1952 — Фанфан-Тюльпан / Fanfan La Tulipe — Фанфан-тюльпан
- 1952 — Нічні красуні / Les Belles de nuit — Клод
- 1953 — Гордії / Les orgueilleux — Жорж
- 1954 — Червоне та чорне
- 1954 — Мосьє Ріпуа
- 1956 — Великі маневри
- 1956 — Пригоди Тіля Уленшпіґеля / Les adventures de Till Eulenspiegel — Тіль Уленшпіґель
- 1956 — Якби нам розповіли про Париж / Si Paris nous était conté — трубадур
- 1957 — Монпарнас, 19
- 1958 — Гравець
- 1959 — Небезпечні зв'язки
- 1959 — Лихоманка шириться в Ель-Пасо

## Цікаві факти
З 1950 року Жерар Філіп сильно змінився. Знайомі й друзі почали помічати якусь роздвоєність у характері актора. Висували гіпотези (навіть наводили факти), що Філіп має інше життя. Тут він ходить по борделях Іспанії, жорстоко поводиться (навіть по-звірячому) з жінками. Начебто постійно у актора тривала боротьба між світлими, добрими рисами та диявольськими.

## Родина
Дружина — Ніколь (Анн) Фуркад (1917—1990).
Діти:
- Анн-Марі (1954)
- Олів'є (1956)

## Нагороди
- Премія Брюссельського кінофестивалю за роль у фільмі «Диявол у тілі». 1947 рік.